# Sergio Larrain
Pour les articles homonymes, voir Larrain.
Sergio Larrain est un photographe et photojournaliste chilien , né le 5 septembre 1931 à Santiago et mort le 7 février 2012 à Ovalle.
Membre de l'Agence Magnum il est célèbre pour son livre Valparaiso. 

## Biographie
Fils de l’architecte Sergio Larrain Garcia-Moreno, Sergio Larrain naît dans une famille de la haute société chilienne aux origines basques et à la solide tradition aristocratique. Il étudie d’abord la musique et la sylviculture, mais abandonne ses études d'ingénieur à l’université de Californie à Berkeley (département des eaux et forêts) puis à l’université du Michigan (à Ann Arbor) pour se tourner vers la photographie et le photojournalisme à partir de 1949.
Il commence à voyager en Europe et au Moyen-Orient et rejoint le magazine brésilien O Cruzeiro en 1956.
Une bourse du British Council lui permet de vivre durant l’hiver 1958-1959 à Londres où il réside pendant quatre mois et réalise son premier essai photographique d’importance.
En 1961, par l’entremise du photographe français Cartier-Bresson, Sergio Larrain devient membre de l’agence Magnum.
Ami de Pablo Neruda, il réalise avec lui son livre Valparaiso.
À partir de 1971, après sa rencontre avec le gourou bolivien Óscar Ichazo, il se retire à Ovalle pour se consacrer à la méditation au Chili, et entame une vie d’ermite.
Sergio Larrain meurt le 7 février 2012 à Ovalle au Chili à l’âge de 81 ans.

« Une bonne photo naît dans un état de grâce. Cela arrive lorsque l'on est libéré des conventions, libre comme un enfant découvrant la réalité pour la première fois. Le but du jeu, ensuite, est d'organiser le cadre. »

— Sergio Larrain

## Expositions
Liste non exhaustive
- 1953 : première exposition à Santiago du Chili
- 1991 : Chili, Sergio Larrain, Rencontres d'Arles
- 2013 : Rétrospective aux Rencontres de la photographie, Arles.
- 2013 : Exposition à la Fondation Henri-Cartier-Bresson, à Paris.
- 2014 : Exposition Vagabondages au Fort de Bard en Vallée d'Aoste.
- 2020 : Londres, 1959, Fondation Henri-Cartier-Bresson, Paris.

## Collections publiques
Liste non exhaustive
- MOMA, New York
- Château d'eau de Toulouse

## Publications
- 1963 : El rectangulo en la mano
- 1966 : (es) La casa en la arena, textes de Pablo Neruda
- 1968 : Chili
- 1991 : Valparaíso, textes de Pablo Neruda, Paris, éditions Hazan  (ISBN 2-850-25258-1)[5] ; réédition en 2016, Paris, éditions Xavier Barral  (ISBN 978-2-36511-114-0).
- 1998 : Londres, éditions Hazan
- 1999 : (en) Sergio Larrain, René Burri, éditions IVAM, Centre Julio González
- 2018 : El rectangulo en la mano, Éditions Xavier Barral
- 2020 : Londres, 1959, Éditions Xavier Barral